# Pectinella sigsbeei
Pectinella sigsbeei är en musselart som först beskrevs av Dall 1886.  Pectinella sigsbeei ingår i släktet Pectinella och familjen Syncyclonemidae. Inga underarter finns listade i Catalogue of Life.